# Omar Abdul-Majid
Omar Abdul-Majid, född 3 juni 1994, är en svensk tidigare boxare som representerade Helsingborgs Boxningsklubb. 
Abdul-Majid började med boxning som sjuåring. Han har blivit nordisk juniormästare vid två tillfällen (2011, 2012).[källa behövs] Abdul-Majid tog USM-guld 2009, JSM-guld 2010 och 2011 samt SM-guld 2012.
Abdul-Majid har gått en proffsmatch, i viktklassen super lättvikt, i Göteborg i oktober 2017, där han besegrade Tsotne Sultanishvili från Georgien på poäng.